# Жидель, Шарль Антуан
Шарль Антуан Жидель (фр. Charles Antoine Gidel, 5 марта 1827, Ганна — 31 октября 1900, VIII округ Парижа) — историк французской литературы, писатель и литературный критик.

## Биография
В 1857 году Жиделю была присвоена степень доктора литературы, и он стал профессором литературы в Высшей подготовительной школе наук и литературы (фр. l’Ecole préparatoire des sciences et des lettres) в Нанте.
В 1864 году был приглашен в Париж профессором риторики в лицей Бонапарта, ныне известный как лицей Кондорсе, где работал в течение тринадцати лет.
В 1878 года он стал директором лицея Генриха IV, с 1879 по 1892 года директор лицея Людовика Великого, а затем директор лицея Кондорсе. Большой известностью пользовались его публичные чтения.
Сыновья — юрист Жильбер Жидель и педагог Филипп Жан Жидель (1886—1954), в 1922—1936 гг. генеральный инспектор преподавания истории в средних школах Франции.

## Избранная библиография
- «Imitations faites en grec depuis le douzième siècle, de nos anciens poèmes de chevalerie» (1864);
- «Étude sur Saint-Evremond» (1866);
- «Discours sur J.-J. Rousseau» (1868);
- «Les Français du XVII siècle» (1873);
- «Études sur la littérature grecque moderne» (1866—1878);
- «Histoire de la littérature française» (1874—1888).